# South Bend
South Bend är en stad i den amerikanska delstaten Indiana med en yta av 101,3 km² och en befolkning, som uppgår till cirka 106 000 invånare (2003). Staden är belägen i den nordligaste delen av delstaten cirka 180 km norr om huvudstaden Indianapolis vid gränsen mot delstaten Michigan. Cirka 25 procent av befolkningen i staden är afroamerikaner och omkring 17 procent lever under fattigdomsgränsen. 
Staden ligger i St. Joseph County, Indiana, där den även är residensstad. Stadens namn kommer från dess läge vid floden St. Josephs sydligaste krök, därav namnet södra kröken. 
Enligt USA:s folkbokföring hade staden 101 168 invånare år 2010. Hela storstadsområdet hade 318 586 invånare. Det är den fjärde största staden i Indiana och fungerar som ekonomisk och kulturell centralort för norra Indiana. University of Notre Dame är beläget direkt norr om South Bend och utgör en integrerad del av regionens ekonomi. 
De första europeerna som slog sig ner i området var pälshandlare som kom under tidigt 1800-tal. De grundade staden City år 1865. Floden St. Joseph hade stor betydelse för stadens ekonomi fram till mitten av 1900-talet. Tillgången till floden hjälpte tunga industrier som Studebaker, Oliver Chilled Plow och andra stora företag.  
Folkmängden i South Bend minskade efter 1960, då den hade en befolkningstopp på 132 445 invånare. Minskningen berodde framför allt på utflyttning till förorter, men också nedläggningen av Studebaker och andra tunga industrier. Idag (2018) är de största verksamheterna hälso- och sjukvård, utbildning, småföretag och turism. De stora företag som finns kvar utgörs bland annat av Crowe, Honeywell och AM General. 
På 2010-talet har befolkningen ökat igen för första gången under nästan 50 år. Den gamla Studebaker-fabriken och dess omgivningar, som nu kallas Ignition Park (tändningsparken), utvecklas nu (2015) till ett teknikcentrum för att attrahera ny verksamhet.
Staden har uppmärksammats i det nationella nyhetsflödet på grund av borgmästaren Pete Buttigieg, som har blivit känd för diverse ekonomiska utvecklingsprojekt i staden, för att vara den yngsta personen som valts till borgmästare i en stad med mer än 100 000 invånare och för sin essä där han kom ut som den första öppet homosexuella politiska ledaren i staten Indiana. Staden fick ytterligare uppmärksamhet när Buttigieg kungjorde att han skulle ställa upp i kampanjen för att bli det Demokratiska partiets kandidat i presidentvalet 2020.

## Ekonomi och företagande

### Största arbetsgivarna
Enligt stadens årliga finansiella rapport för 2010 (2010 Comprehensive Annual Financial Report) så är de största arbetsgivarna på orten följande:
| Nr | Arbetsgivare                                    | Anställda |
| -- | ----------------------------------------------- | --------- |
| 1  | University of Notre Dame                        | 5,190     |
| 2  | Memorial Health System                          | 4,069     |
| 3  | South Bend Community School Corporation         | 3,489     |
| 4  | AM General                                      | 2,550     |
| 5  | Saint Joseph Regional Medical Center            | 2,534     |
| 6  | Roman Catholic Diocese of Fort Wayne-South Bend | 1,698     |
| 7  | Indiana University South Bend                   | 1,489     |
| 8  | St. Joseph County                               | 1,132     |
| 9  | City of South Bend                              | 1,132     |
| 10 | South Bend Medical Foundation                   | 757       |
| 11 | Honeywell                                       | 700       |

### Bilindustri
Staden är också känd för sin biltillverkning. Fram till 1963 tillverkades Studebaker i South Bend. Andra bilmärken som tillverkats på orten är Erskine och Packard.

## Utbildning
University of Notre Dame är beläget i staden.

## Kultur och nöjesliv

### Museer
- College Football Hall of Fame

## Kända personer från orten
- Knute Rockne
- Daniel E. "Rudy" Ruettiger
- Bröderna Studebaker
- Ryan Newman
- David Stremme
- Pete Buttigieg